# SCS 뉴스와이드
《SCS 뉴스와이드》는 대한민국 경상남도 서부 지역의 케이블 방송사인 서경방송의 뉴스 프로그램이다.

## 방송시간
- 매일 오전 10시
- 재방: 오후 12시, 오후 1시, 오후 3시

## 진행자
- 김소현 아나운서

## 같이 보기
- SCS 서경방송
- 뉴스와이드